# Call of Juarez: Bound in Blood
Call of Juarez: Bound in Blood è un videogioco di tipo sparatutto in prima persona in stile vecchio West uscito per Microsoft Windows, PlayStation 3 e Xbox 360 nel 2009. Sviluppato da Techland e pubblicato da Ubisoft, è il prequel del primo gioco, Call of Juarez che ha debuttato su PC nel 2006. Nel 2011 è uscito il nuovo capitolo della serie tuttavia slegato dai precedenti per quanto riguarda la storia, ovvero Call of Juarez: The Cartel.

## Trama

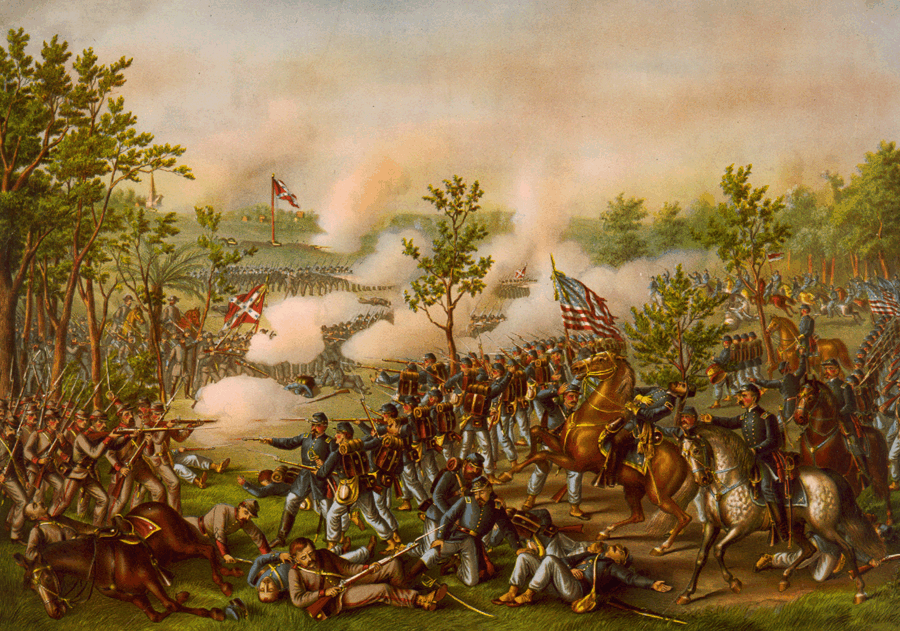
La battaglia di Atlanta (1864)

Nel 1864, i fratelli Ray e Thomas McCall sono sergenti dell'esercito degli Stati Confederati e combattono nella guerra civile americana. Dopo una battaglia vittoriosa nei pressi del fiume Chattahoochee, il loro comandante, il colonnello Jeremy Barnsby, ordina loro di ritirarsi a Jonesboro per rafforzare le linee di rifornimento. Si rifiutano di obbedire e disertano per cercare di salvare la loro casa dall'esercito dell'Unione in avvicinamento. Arrivano però troppo tardi, trovando la casa parzialmente distrutta, la madre morta e il fratello minore William, apprendista sacerdote, al suo capezzale. Promettendo di tornare e ricostruire la casa in futuro, i tre partono. Nel frattempo, Barnsby giura di rintracciarli e impiccarli per la loro diserzione. Poco dopo, l'Unione vince la guerra, ma Barnsby rifiuta di arrendersi e continua a dare la caccia ai McCall.
Nel 1866, i fratelli si trovano a San Lorenzo dove Ray ha sentito parlare di un tesoro azteco perduto chiamato "Oro di Juarez" e, nonostante sia apparentemente maledetto, spera che possano trovarlo e usarlo per ricostruire la loro casa. William, tuttavia, è sempre più preoccupato per il comportamento dei fratelli, sempre più fuorilegge. Nel frattempo, Fiume Impetuoso, un capo Apache, progetta di muovere guerra all'uomo bianco. Manda suo figlio, Sguardo Lontano, ad acquistare fucili in Messico, autorizzandolo a scambiare un medaglione che rivela l'ubicazione dell'oro. A San Lorenzo, Ray e Thomas fanno la conoscenza di Juan "Juarez" Mendoza, un potente bandito, e della sua fidanzata, Marisa, di cui Ray si infatua immediatamente. Mendoza rivela che anche lui sta cercando l'oro e promette loro una parte se lo aiuteranno a trovarlo. I due accettano e William nota che mentre Ray guarda Marisa in modo lussurioso, lei guarda Thomas allo stesso modo.
Mendoza presenta i fratelli a Sguardo Lontano, che si è recato da lui per acquistare i fucili. Il gruppo si reca in Arizona per incontrare un trafficante di armi, che (all'insaputa dei fratelli) si rivela essere Barnsby. Questi dice a Mendoza che se vuole i fucili deve consegnare i McCall. Nel frattempo, Marisa dice a Thomas di essere innamorata di lui, mentre William si rende conto che Ray e Thomas sono ormai fuorilegge a tutti gli effetti e non parlano più di ricostruire la loro casa. Barnsby viene a conoscenza del medaglione e permette ai fratelli di seguire Mendoza nel territorio Apache, con l'intenzione di inseguirli e di usare l'oro per creare un nuovo esercito confederato.
I McCall e Mendoza si incontrano con Fiume Impetuoso, ma quando questi si accorge che Mendoza stava cercando di truffarlo vendendogli fucili inutili, ordina di ucciderli tutti. Sguardo Lontano, però, interviene e contratta per la loro vita. Fiume Impetuoso accetta a malincuore di non ucciderli, ma prende Marisa come pagamento per i suoi problemi. Mendoza se ne va e i McCall si recano al villaggio Apache. Sguardo Lontano accetta di aiutarli a trovare il medaglione per evitare che Fiume Impetuoso lo usi per comprare altri fucili, poiché teme che la maledizione distrugga gli Apache. Infiltratisi nel territorio navajo, recuperano il medaglione che Sguardo Lontano affida a William, spiegandogli come usarlo.
Poco dopo, Barnsby attacca il villaggio. La maggior parte degli Apache viene massacrata e, sebbene Ray, Thomas e Fiume Impetuoso sopravvivano, Sguardo Lontano viene preso in ostaggio. Ray e Thomas tentano di salvarlo, ma Barnsby lo ferisce mortalmente. Morendo, dice di essere stato catturato da Mendoza e consegnato a Barnsby, e che William e Marisa sono tenuti prigionieri da Mendoza nel suo alcázar. I fratelli eliminano gli uomini di Barnsby e lasciano Fiume Impetuoso a uccidere Barnsby. Parlando al figlio morto, Fiume Impetuoso rinuncia alla sua vita di violenza, affermando che d'ora in poi vivrà una vita di pace e sarà conosciuto come Acqua Tranquilla.
Nel frattempo, Mendoza interroga William, ma quest'ultimo si rifiuta di spiegare come usare il medaglione. Marisa dice a William di essere incinta del figlio di Mendoza e ammette di amare davvero Thomas. Mentre Ray e Thomas assaltano l'alcázar, Mendoza ordina l'esecuzione di William e Marisa ruba il medaglione. Dice a Thomas che sa come usarlo e che devono farlo subito, perché William è già morto. Thomas accetta a malincuore di lasciare Ray. Nel frattempo, Ray impedisce la morte di William e spara a Mendoza, ma non riesce a trovare il corpo. Lui e William fuggono, mentre Ray è fuori di sé dalla rabbia.
Dirigendosi verso il luogo in cui si trova l'oro, incontrano Thomas e Marisa nella camera. I due fratelli si affrontano, ma William si mette in mezzo. Finge di estrarre una pistola e Ray gli spara. In realtà, stava estraendo la sua Bibbia. La camera viene poi attaccata da Barnsby, che Fiume Impetuoso ha scelto di non uccidere. I McCall lo uccidono e ammettono che forse l'oro è davvero maledetto, quindi lo abbandonano. Il sacrificio di William costringe Ray a rinunciare alla violenza e a diventare un predicatore. Thomas e Marisa si sposano e i tre partono per il Texas. Marisa porta il medaglione come amuleto, che intende dare al figlio quando nascerà.

## Modalità di gioco

Una scena del gameplay.

Il gioco è ispirato al genere spaghetti-western: pistoleri, fuorilegge, duelli, fughe da prigione, rapine in banca, inseguimenti in diligenza e conflitti con i banditi e gli indiani, in maniera simile al videogioco Gun. Nel videogioco si è chiamati ad interpretare due personaggi, i fratelli Ray e Thomas. Il gioco è ambientato nel periodo della Guerra civile americana e segue le avventure di due fratelli fra Stati Uniti e Messico.
In quasi tutti i livelli è possibile scegliere quale dei due fratelli utilizzare. Ray, il più vecchio dei fratelli, preferisce i combattimenti ravvicinati e ha una maggiore affinità per le pistole, che sa usare anche in coppia contemporaneamente e può contare sulla dinamite per farsi strada negli ostacoli e uccidere più nemici in una volta, ma comunque sa maneggiare i fucili e le carabine. È meno atletico del fratello: corre più lentamente e non è capace di arrampicarsi o saltare ostacoli alti, però è più forte, tanto da poter sfondare porte e trasportare con sé mitragliatrici pesanti. Thomas sceglie invece uno stile di combattimento meno diretto, predilige gli attacchi a distanza con le carabine, con cui ha maggiore affinità, e gli attacchi silenziosi, con arco per la lunga distanza e coltelli da lancio per la corta. Porta comunque due pistole ma può usarle solo singolarmente. È molto agile e veloce, sa arrampicarsi ben più in alto del fratello e in alcune occasioni può utilizzare anche un lazo per salire in luoghi altrimenti insormontabili. I due fratelli possono utilizzare vari modelli di armi in varie condizioni (da vecchia a superba): pistole, fucili, carabine e altre armi speciali, ma alcune sono utilizzabili solo da uno dei due fratelli.
Un'espansione ha aggiunto alle 19 armi reali del gioco anche alcune armi ispirate a dei progetti mai messi in atto.
Il sistema di copertura è automatico, basta che il personaggio scelto si avvicini a qualsiasi cosa sufficientemente grande da coprirlo per defilarsi, per poi ruotare lo sguardo per far sporgere il personaggio e quindi prendere la mira.
In alcuni livelli verrà data al giocatore la possibilità di esplorare liberamente la zona, accedendo anche a missioni secondarie, come il recupero di bestiame o la caccia a dei ricercati, per poi utilizzare il denaro guadagnato per comprare nuovi tipi di pistole e fucili, ognuno caratterizzato da vari parametri di potenza, cadenza di fuoco e velocità di ricarica.
I duelli sono da considerarsi come combattimenti contro i boss, i combattimenti si ispirano ai film di Sergio Leone. All'inizio del duello la telecamera di gioco si sposta alle spalle del giocatore ed inquadra la fondina ed il nemico, lo scopo del giocatore è muovere la telecamera in modo da far rimanere il nemico il più al centro possibile dello schermo, e allo stesso tempo regolare la distanza della mano dalla fondina, al suono di una campana inizia il duello, a quel punto bisogna essere rapidi nell'estrarre la pistola, prendere la mira e sparare.

## Accoglienza
| Testata                          | Versione | Giudizio |
| -------------------------------- | -------- | -------- |
| Metacritic (media al 30-01-2020) | PC       | 78/100   |
| Metacritic (media al 30-01-2020) | PS3      | 78/100   |
| Metacritic (media al 30-01-2020) | X360     | 77/100   |
| CVG                              | PC       | 8.4/10   |
| Eurogamer                        | X360     | 7/10     |
| GameSpot                         | PC       | 8.0/10   |
| GameSpot                         | PS3      | 8.0/10   |
| GameSpot                         | X360     | 8.0/10   |
| GameSpy                          | PC       | [ 23 ]   |
| GameSpy                          | X360     | [ 24 ]   |
| IGN                              | PC       | 7.7/10   |
| IGN                              | PS3      | 7.5/10   |
| IGN                              | X360     | 7.7/10   |
| OPM                              | PS3      | [ 28 ]   |
| OXM                              | X360     | 7/10     |
| Gamesurf                         | Tutte    | 9/10     |

Secondo dati di dicembre 2011, il gioco ha venduto in tutto 17 milioni di copie, stabilendosi su un'ottima posizione, per quanto in Italia siano state vendute solo 450 000 copie.
I siti web Gamesurf.it e IGN hanno assegnato a Bound in Blood il punteggio di 9/10, commentando: «[...] una realizzazione forse troppo sollecita, unita a tanti piccoli difetti sparsi nell'area di gioco, lo imbrigliano nel limbo dei titoli che riescono a sfiorare il podio; nonostante questo, ci troviamo di fronte ad un prodotto di eccellente fattura, suggestivo ed evocativo, per certi versi lontano dagli stilemi del genere a cui appartiene e superiore al suo illustre predecessore».. L'amministratore di IGN Roy Bahat ha affermato il 21 maggio 2011 presso la Action Game Conference a Miami: "L'atmosfera evocativa del Far West come ce la presenta questo gioco, non ce l'ha presentata nessun altro gioco, neanche Red Dead Redemption, in quanto questo è la riproduzione vera e propria di quello che succedeva realmente in quei tempi come la famigerata pulizia delle armi settimanale, le gare con le mucche, sparatorie nei saloon, sfide a duello inconcluse, criminali che derubavano città intere e poi erano costretti a sfidarsi con il buono di turno e tanto altro."